# Ramularia asteris
Ramularia asteris är en svampart som först beskrevs av W. Phillips & Plowr., och fick sitt nu gällande namn av Bubák 1908. Ramularia asteris ingår i släktet Ramularia och familjen Mycosphaerellaceae.   Inga underarter finns listade i Catalogue of Life.